# Miriama Smith
Miriama Te Rangimarie Smith (nacida el 3 de junio de 1976) es una actriz de cine y televisión de Nueva Zelanda que ha desempeñado papeles en varios programas de televisión como Xena: Warrior Princess, Karaoke High y Shortland Street. Sus papeles más conocidos, sin embargo, fueron el papel de Moz en la tercera temporada de La tribu, y también el papel de Elsa/Directora Randall en la serie Power Rangers de 2004, Power Rangers Dino Thunder. Fue una de los tres jueces de la primera temporada del programa de entretenimiento New Zealand's Got Talent que se emitió en Prime TV en 2008. Interpretó a Brady Trubridge en la serie dramática Filthy Rich de TVNZ 2.

## Vida y carrera
Smith nació en Rotorua, Bahía de Plenty, Nueva Zelanda. Ella es descendiente Te Arawa.
Smith comenzó su carrera como actriz cuando era una adolescente. Hizo algunos comerciales y un papel en un episodio del programa de televisión Shark in the Park. Ella estuvo en la película The Other Side of Heaven en 2001. Interpretó a Elsa / Directora Randall en Power Rangers Dino Thunder de 2004, que se filmó en Nueva Zelanda.
Protagonizó el programa de televisión australiano de 2005 Last Man Standing. En 2013, protagonizó la película <i>Mt. Zion</i>. Mt. Zion fue un éxito de taquilla. Del 26 de febrero al 2 de marzo de 2014 actuó en la obra Paniora!, de Briar Grace-Smith, basada en la vida de Manuel Huerta, en el Soundings Theatre de Te Papa.
En 2016, Smith fue el presentador de Finding Aroha en Maori Television. Protagonizó el programa neozelandés Filthy Rich en el 2017. En 2018, se anunció que estaría en la adaptación de la serie de televisión de la película neozelandesa Tierra de guerreros del sitio de transmisión Shudder. En 2018, fue elegida para ser la voz del anuncio te reo maorí del sistema de trenes de Auckland. Regresó para la secuela The Other Side of Heaven 2: Fire of Faith, que se estrenó en 2019.

## Vida personal
Smith está casado con Dylan Marychurch y tienen un hijo juntos.

## Filmografía

### Cine
| Título | Año                                               | Papel       | Notas           |
| ------ | ------------------------------------------------- | ----------- | --------------- |
| 1998   | The Amazing Adventures of Moko Toa                | Hara        | Directo a video |
| 2001   | The Other Side of Heaven                          | Lavinia     |                 |
| 2001   | Exposure                                          | Elena       | Directo a video |
| 2002   | Toy Love                                          | Hinemoa     |                 |
| 2004   | Spooked                                           | Ruby Elder  |                 |
| 2007   | We're Here to Help                                | Kath Harper |                 |
| 2011   | Netherwood                                        | Maria       |                 |
| 2013   | Mt. Zion                                          | Layla       |                 |
| 2019   | The Other Side of Heaven 2: Fire of Faith#Reparto | Lavinia     |                 |
| 2020   | Love and Monsters                                 | Maya        |                 |

### Televisión
| Título  | Año                                     | Papel                    | Notas                                         |
| ------- | --------------------------------------- | ------------------------ | --------------------------------------------- |
| 1991    | Shark in the Park                       | Sally                    | Episodio: "Give a Dog a Bad Name"             |
| 1995    | Mirror, Mirror                          | Ani                      | Protagonista                                  |
| 1997–98 | Shortland Street                        | Awhina Broughton         | Recurrente                                    |
| 1998    | The Adventures of Swiss Family Robinson | Princesa Moya            | Episodios: "Princess from the Sea: Parts 1–3" |
| 1998    | Young Hercules                          | Pelia                    | Episodio: "Cold Feet"                         |
| 2000    | xena: la princesa guerrera              | Shiana                   | Episodio: "Antony and Cleopatra"              |
| 2001    | La tribu                                | Moz                      | Recurrente (series 3), 16 episodios           |
| 2001–04 | Mercy Peak                              | Dana McNichol            | Protagonista                                  |
| 2001    | Atlantis High                           | Vita                     | Protagonista                                  |
| 2002    | Mataku                                  | Hine                     | Episodio: "The Enchanted Flute"               |
| 2002    | Revelations – The Initial Journey       | Anaka                    | Episodio: "Tomorrow Is Another Day"           |
| 2004    | Power Rangers Dino Thunder              | Elsa / Directora Randall | Protagonista                                  |
| 2005    | Serial Killers                          | Nurse Pania              | Recurrente, 5 episodios                       |
| 2005    | Last Man Standing                       | Zoe Hesketh              | Protagonista                                  |
| 2006    | Karaoke High                            | Angela Bartlett          | Protagonista                                  |
| 2008    | New Zealand's Got Talent                | Ella misma               | Judge (serie 1)                               |
| 2010    | Legend of the Seeker                    | Du' Chaillu              | Episodio: "Light"                             |
| 2010    | Kaitangata Twitch                       | Grace Gallagher          | Protagonista                                  |
| 2010    | Stolen                                  | Donna Hall               | Película de televisión                        |
| 2011    | The Jono Project                        | Hannah                   | 1 episodio                                    |
| 2012    | Siege                                   | Delwyn Keefe             | Película de televisión                        |
| 2013    | Best Bits                               | Ella misma               | 1 episodio                                    |
| 2016–17 | Filthy Rich                             | Brady Trubridge          | Protagonista                                  |
| 2017–18 | 800 Words                               | Ngahuia                  | Recurrente (serie 3)                          |
| 2018    | Playing for Keeps                       | Dra. Lauren Gambi        | Recurrente, 5 episodios                       |
| 2020    | Power Rangers Beast Morphers            | Regina Collins           | 1 episodio                                    |
| 2021    | Harrow                                  | Renae Warrington         |                                               |
| 2021    | Vegas                                   | Annie Poulan             |                                               |
| 2022    | Shortland Street                        | Ngaire Hetariki          | Recurrente                                    |